# Epilissus alluaudi
Epilissus alluaudi är en skalbaggsart som beskrevs av Lebis 1953. Epilissus alluaudi ingår i släktet Epilissus och familjen bladhorningar. Inga underarter finns listade i Catalogue of Life.